# Paul-Hervé Essola
Paul-Hervé Essola est un footballeur camerounais né le 13 décembre 1981 à Douala (Cameroun). Il mesure 1,70m pour 70 kilos et évolue au milieu de terrain en tant que relayeur. 

## Biographie
Formé au FC Maritime de Douala, le club bastiais est venu le recruter en 1998. Il joue peu sous les ordres de Frédéric Antonetti, mais connaît toutefois les joies d'un premier match en Ligue 1, le 18 décembre 1999 à Nantes. Lorsque Robert Nouzaret devient entraîneur du club corse en 2001, il a joué un seul match à Guingamp. C'est pourquoi, il prend la direction de Créteil, alors en deuxième division, où il joue 13 matches jusqu'en juin 2002. 
De retour à Bastia, Gérard Gili le fait jouer à 6 reprises pendant deux saisons, Paul-Hervé évoluant le plus souvent en réserve professionnelle, qui évolue en Championnat de France Amateurs, et dont il est le plus souvent le capitaine. Cette situation se prolonge également lors de la descente du SC Bastia en Ligue 2 lors de la saison 2004-2005, où il ne joue que huit rencontres et seulement deux matches la saison suivante.

## Carrière
| saison  | club                           | pays    |
| ------- | ------------------------------ | ------- |
| 1998-99 | SC Bastia                      | France  |
| 1999-00 | SC Bastia                      | France  |
| 2000-01 | SC Bastia                      | France  |
| 2001-02 | SC Bastia US Créteil-Lusitanos | France  |
| 2002-03 | SC Bastia                      | France  |
| 2003-04 | SC Bastia                      | France  |
| 2004-05 | SC Bastia                      | France  |
| 2005-06 | SC Bastia                      | France  |
| 2006-07 | Stal Alchevsk                  | Ukraine |
| 2007-08 | Arsenal Kiev                   | Ukraine |
| 2008-09 | Arsenal Kiev                   | Ukraine |
| 2009-10 | Arsenal Kiev                   | Ukraine |

## Palmarès
- Finaliste de la Coupe d'Afrique des nations 2008 avec l'équipe du Cameroun.